# Lurio
Lurio Mello-Leitão, 1917 è un genere di ragni appartenente alla famiglia Salticidae.

## Distribuzione
Le quattro specie oggi note di questo genere sono diffuse nell'areale settentrionale dell'America meridionale.

## Tassonomia
A maggio 2010, si compone di quattro specie:
- Lurio conspicuus Mello-Leitão, 1930 — Brasile
- Lurio crassichelis Berland, 1913 — Ecuador
- Lurio lethierryi (Taczanowski, 1872) — Guiana francese
- Lurio solennis (C. L. Koch, 1846)[2] — Colombia, Venezuela, Guiana francese

### Specie trasferite
- Lurio cuspidatus (F.O.P.-Cambridge, 1901), è stato ridenominato Parnaenus cuspidatus F.O.P.-Cambridge, 1901, da uno studio dell'aracnologo Roewer[1].
- Lurio fimbriatus (F.O.P.-Cambridge, 1901), è stato ridenominato Metaphidippus fimbriatus (F.O.P.-Cambridge, 1901), da uno studio dell'aracnologo Prószynski del 1971[1].

### Nomen dubium
- Lurio splendidissimus Caporiacco 1954; gli esemplari, rinvenuti nella Guyana francese, secondo uno studio degli aracnologi Ruiz e Brescovit del 2008 sono da ritenersi nomina dubia[1].